# Witbuikfranjemonarch

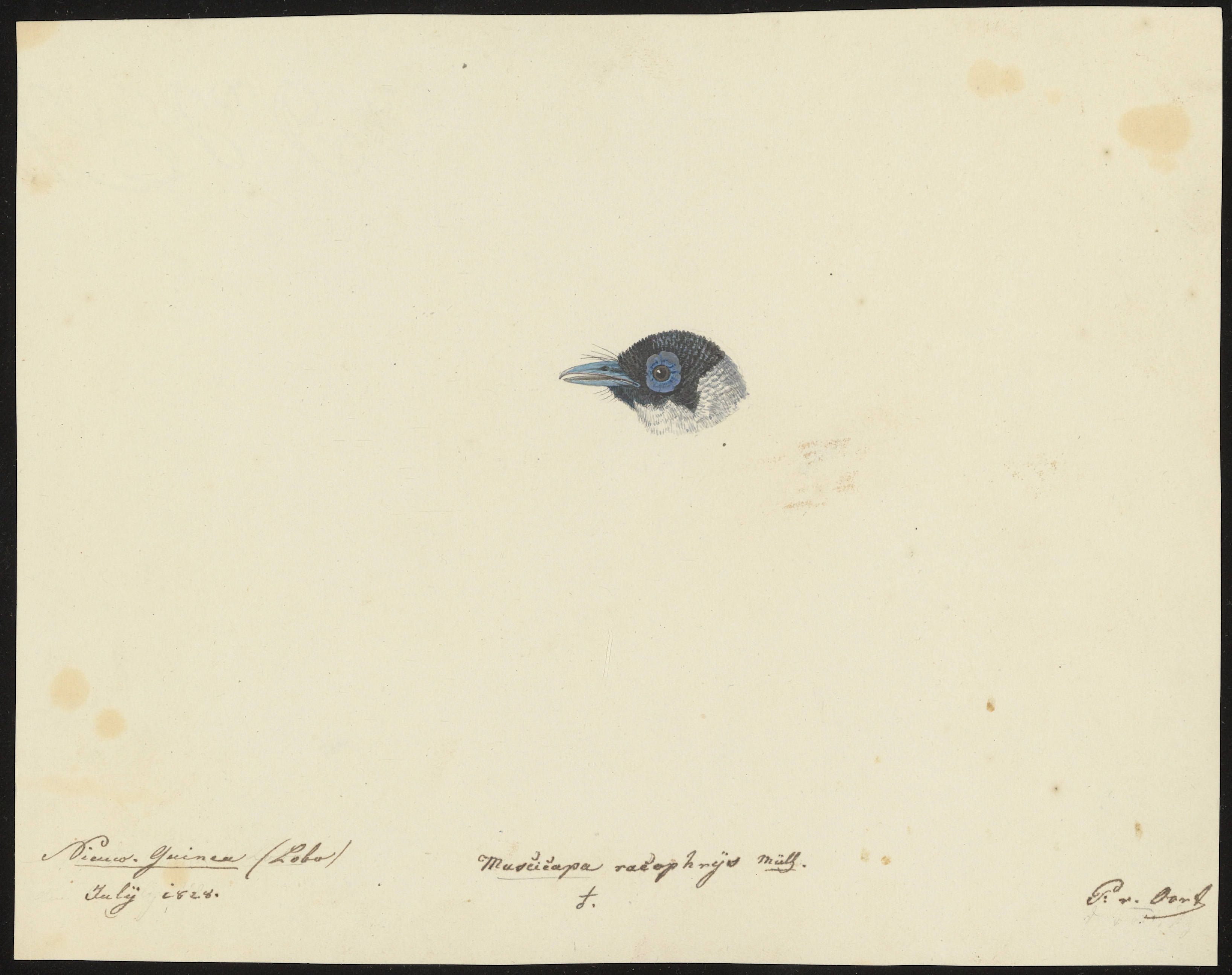
Tekening van Pieter van Oort, Natuurkundige Commissie voor Nederlandsch-Indië.

De witbuikfranjemonarch (Arses telescopthalmus vaak verkeerd gespeld als Arses telescophthalmus) is een zangvogel uit de familie Monarchidae (monarchen). Het is een endemische soort van Nieuw-Guinea.

## Kenmerken
De vogel is 15 tot 16 cm lang. Opvallend aan deze vogel is de blauwe naakte huid rondom het oog, die in alle kleden aanwezig is. Het mannetje is zwart en wit, zwart gedeeltelijk op de vleugels en kopkap en verder wit, met opvallende witte vleugelstreep. Verder een witte kraag waarvan hij de veren kan opzetten. Het vrouwtje heeft ook een zwarte kopkap en blauw rondom het oog, maar is verder roodbruin, lichter van onder, op de buik wit, en van boven donkerder roodbruin.

## Verspreiding en leefgebied
Deze soort is endemisch in Nieuw-Guinea en telt vijf ondersoorten:
- A. t. batantae: Batanta en Waigeo (westelijk Papoea-Nieuw-Guinea).
- A. t. telescopthalmus: Salawati en Misool en de Vogelkop (westelijk Papoea-Nieuw-Guinea).
- A. t. aruensis: de Aru-eilanden (zuidwestelijk van Nieuw-Guinea).
- A. t. harterti: zuidelijk-centraal Nieuw-Guinea.
- A. t. henkei: het Huon-schiereiland en zuidoostelijk Nieuw-Guinea.

Het leefgebied bestaat uit open plekken in en langs de randen van goed ontwikkeld regenwoud, maar ook secundair bos zowel in laagland als heuvelland tot op 1500 m boven zeeniveau.

## Status
De witbuikfranjemonarch heeft een groot verspreidingsgebied en de grootte van de wereldpopulatie is niet gekwantificeerd. De vogel is redelijk algemeen; om deze redenen staat de vogel als niet bedreigd op de Rode Lijst van de IUCN.